# چکان

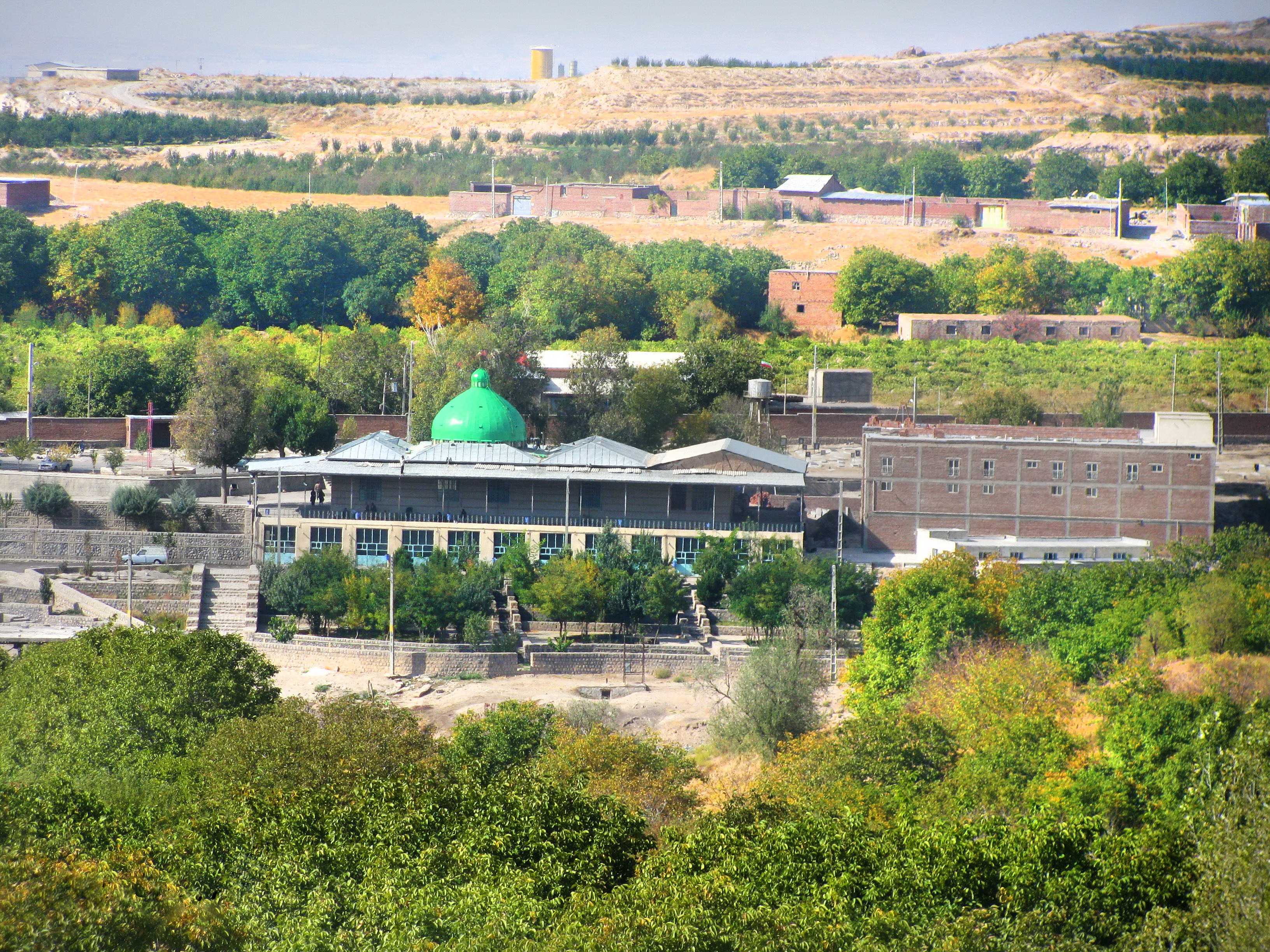
نمایی از آستان امامزاده ابراهیم در روستای چکان - ۲۰۱۰

چکان یکی از روستاهای استان آذربایجان شرقی است که در دهستان سراجوی شمالی بخش مرکزی شهرستان مراغه واقع شده‌است. 